# Кимихара, Кэндзи
Кэндзи Кимихара (яп. 君原 健二 Кимихара Кэндзи, 20 марта 1941) — японский легкоатлет, призёр Олимпийских игр.
Родился в Китакюсю. В 1962 году был 3-м на Фукуокском марафоне. В 1963 году стал 2-м на Фукуокском марафоне и выиграл Марафон озера Бива. В 1964 году вновь выиграл Марафон озера Бива, а в состязаниях по марафону на Олимпийских играх в Токио стал 8-м. В 1966 году выиграл Бостонский марафон и завоевал золотую медаль Азиатских игр. В 1967 году выиграл Марафон Беппу — Оита и Саппороский полумарафон. В 1968 году завоевал серебряную медаль Олимпийских игр в Мехико, а на марафоне Беппу — Оита был 3-м. В 1970 году вновь стал чемпионом Азиатских игр и марафона Беппу — Оита. В 1971 году опять выиграл марафон Беппу — Ита. В 1972 году на состязаниях по марафону на Олимпийских играх в Мюнхене стал 5-м. В 1973 году снова выиграл марафон Беппу — Оита.